# Frank Bettger
Frank Bettger, rodným jménem Franklin Lyle "Frank" Bettger (15. února 1888 Filadelfie, Pensylvánie – 27. listopadu 1981 Wynnewood, Pensylvánie) byl americký hráč baseballu, pojišťovací agent a autor knih o osobnostním rozvoji. Jeho syn Lyle Stathem Bettger byl známý herec v 50. až 80. letech 20. století.

## Mládí
Frank Bettger měl těžké dětství, byl často nemocný a měl slabé klasické školní vzdělání. V 11 letech mu zemřel otec. Začal prodávat noviny, aby pomohl své matce v chodu domácnosti, která se mimo něj, starala o další čtyři děti. Jak napsal v knize Škola úspěchu: „Mnohdy jsme k večeři neměli co jíst, leda ovesnou kaši a mléko.“ Ve 12 letech mu byl inspirací kulturista Eugen Sandow, přesto se začal více věnovat baseballu a fotbalu na Základní škole James G. Blaine (anglicky James G. Blaine Grammar School). Pracoval jako instalatérský pomocník s příjmem 8 USD za týden. Později získal práci u společnosti American Radiator Company, kde zatloukal bedny se zbožím. Ve 14 letech získal místo u inkasní společnosti ve Filadelfii, kdy jezdil na kole po městě a vybíral splátky.

## Kariéra

### Hráč baseballu
V roce 1905 začal hrát baseball za tým All-Professionals z Filadelfie, kde byl zapsán pod jménem „Frank Betcher“. V roce 1906 hrál za městský tým Bridgeton z New Jersey, na pozici shortstop. Byl požádán, aby hrál za McDaniel’s Saloon proti Donahue’s Saloon ve Filadelfii. Zde si jej všiml Red Donahue, majitel týmu a nadhazovač, který přesvědčil vedení týmu Johnstown (Tri-State League), aby jej koupili. Z tohoto týmu, kde měl 175 USD za měsíc, byl v roce 1907 vyloučen. Když se zklamaný zeptal manažera týmu Berta Conna, proč byl z klubu vyloučen, dostal odpověď, že: „Je líný a málo nadšený pro hru." Bettger řekl manažerovi: „Jen se snažím skrýt svou nervozitu." Manažer mu poradil, aby zkusil něco jiného, protože to, co předvádí, moc nefunguje a ať bude dělat cokoliv, musí do toho dát více energie a nadšení.
Nastoupil do týmu Haverhill (New England League), krátce hrál v Riverton-Palmyra Athletic Club z New Jersey, odtud přešel do týmu Chester (Atlantic League), kde měl plat 25 USD za měsíc. Zde začal hrát s větším nadšením. V srpnu 1907 podepsal smlouvu s týmem New Haven Blues (Connecticut League). Jeden z jeho spoluhráčů, Danny Meehan, když viděl jak je nadšený pro hru, se jej zeptal proč je v tomto mizerném týmu. Frank Bettger mu řekl, že nemá žádnou lepší nabídku. V jednom z utkání na sebe upoutal pozornost diváků a medií. V novinách o něm vyšel pochvalný článek, kde byl nazván jako „Motor" Bettger. Během 10 dnů zvýšil svůj plat z 25 USD na 185 USD za měsíc.Tým si jej rezervoval pro sezónu 1908.

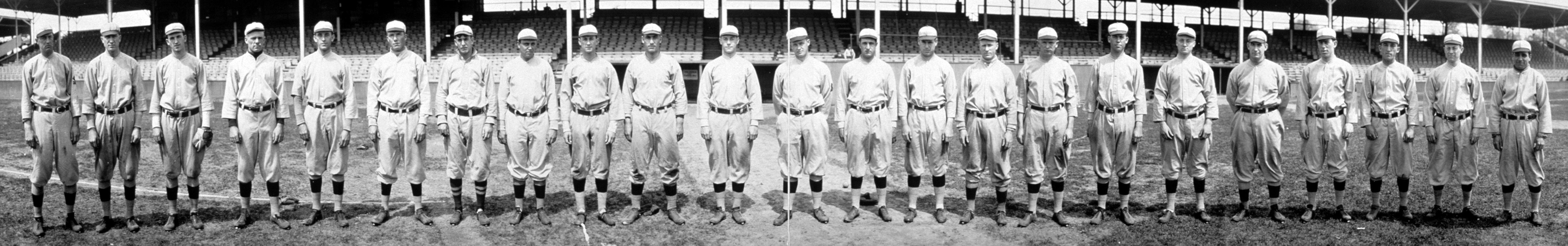
St. Louis Cardinals (1910)

V roce 1908 byl získán Samem Kennedym do týmu Baltimore, v dubnu hrál za tým Filadelfie (Philadelphii Union League). V červnu 1908 byla tato liga rozpuštěna. Frank Bettger se připojil k týmu Cape May z New Jersey, chvíli hrál za Ardmore, Pensylvánie a v polovině července byl podepsán do Hazletonu (Atlantic League). V roce 1909 přešel do týmu Greenville (Carolina League). Odtud byl v roce 1910 koupen týmem St. Louis Cardinals, kde vydělával 1200 USD za měsíc.
Na jarním tréninku v Little Rocku v Arkansasu Bettger využil svou příležitost, když soupeřil o třetí metu s Mikem Mowreym a Japem Barbeauem. Podle novin Sporting Life „udělal dobrý dojem na manažera (Rogera) Bresnahana." Nakonec byl vybrán Mowrey, a Bettger a Barbeau byli drženi jako užiteční hráči pro začátek sezóny. jako užitkoví hráči na začátku sezóny. Barbeau byl vyřazen po sedmi hrách, Bettger byl určen jako druhý hráč pro druhou metu, shortstop a na třetí metě. V tomto týmu se Frank Bettger projevil jako univerzální hráč, když hrál na druhé základně (6 her), jako shortstop (12 her), na třetí základně (7 her) a jako outfield (2 hry). To stačilo k tomu, že si jej tým St. Louis Cardinals rezervoval na sezónu 1911. Tréninkovou přípravu nenastoupil, protože se angažoval v nespecifikovaném podnikání se svým tchánem, kde si pravděpodobně poranil ruku (zlomenina ruky). V červenci byl Národní komisí (anglicky National Commission) vyloučen, protože se neregistroval. V srpnu pak Frank Bettger pro noviny Sporting Life oznámil, že se sportem končí. Přesto byl tímto týmem držen do roku 1912.
V roce 1912 hrál za menší týmy v nižších ligách, jako např. Prospect Park (Delaware County League) a tým Bristol. Národní komise, vzhledem k tomu, že podnikal a nehrál hlavní ligu, souhlasila, že může znovu začít hrát za St. Louis Cardinals. V srpnu byl koupen týmem Montreal (International League). Tým si jej rezervoval na sezónu 1913. Po jarním soustředění byl poslán do Chattanooga (Southern Association). V květnu hrál za Galveston (Texas League). Do konce sezóny byl v týmu Charlotte, který si jej rezervoval na sezónu 1914. Na jarní přípravu již nenastoupil.
V roce 1915 se asistentem trenéra Clarence Weymoutha v týmu na Swarthmore College, Filadelfie, kde se později stal hlavním trenérem. Zde byl do roku 1919. Příležitostně hrál v Delaware County League za týmy Media, Chester a Upland.

### Pojišťovací agent

Dale Carnegie (podpis)

Po ukončení sportovní kariéry se vrátil k výběru splátek pro firmu z Filadelfie, která prodávala nábytek. V roce 1917 začal pracovat pro pojišťovací společnost Fidelity Mutual Life Insurance Company z Pensylvánie, jako pojišťovací agent. K této profesi se dostal skrze Charles Hodge, předsedy Atletické komise na Swarthmore a sekretářce z pojišťovací společnosti, kteří si najali Franka Bettgera, aby prodával životní pojištění. Zde zažil mnoho těžkých let, kdy sotva přežíval. Málem své místo pojišťovacího agenta opustil. Chtěl si najít místo, kde by měl alespoň 185 USD za měsíc, např. u lodní společnosti, jako když dříve pracoval u instalatérské firmy, kde zatloukal bedny s nákladem. Jednoho rána se vrátil do kanceláře pro věci, které měl ve svém stole a byly pro něj cenné (kapesní nůž, propiska). Zaslechl vedoucího prodeje, pana Talbota, jak hovoří ke skupině svých podřízených a říká jim: „Kdo navštíví denně 5 zákazníků a řekne jim o své věci, ten musí mít úspěch!". Tehdy si vzpomněl na to, co mu řekl manažer jeho prvního baseballového týmu, že musí dát do své činnosti více energie a nadšení. Do konce roku zbývalo 10 týdnů a Franku Bettgerovi se podařilo uzavřít pojistné smlouvy v hodnotě 51.000 USD.
Začal si vést statistku. Během jednoho roku navštívil 1894 zákazníků, uskutečnil 828 prodejních rozhovorů, uzavřel 64 smluv, jeho provize byla 4.252 USD za rok. Spočítal si, že jedna návštěva mu vynesla 2,3 USD, v pozdější kariéře pak 19 USD. Také zjistil, že na uzavření smlouvy potřeboval 29 návštěv, v pozdější kariéře pak měl poměr 25:1; 20:1; 10:1 a 3:1. ze statistiky mu vyšlo, že 70% smluv uzavřel během první schůzky, 29 smluv během druhé schůzky a 50% smluv bylo uzavřeno na třetí schůzce. Zaměřil se pouze na uzavírání smluv na první a druhé schůzce, tím zvýšil výnos ze schůzky z 2,3 USD na 4,27 USD.
Růst jeho kariéry způsobilo také setkání s Dalem Carnegiem, kterého poznal ve vlaku z New Yorku do Bostnu, kam jel na jeho seminář. Dale Carnegie uvedl, že prvních několik let v pojišťovnictví bylo pro Franka Bettgera těžkých, doslova přežíval.
V roce 1921 byl prezidentem Fidelity Mutual Life Insurance Company jmenován do interní skupiny vedoucích. Během dvacátých a třicátých let jeho kariéra dosáhla vrcholu, stal se „jedním z nejlépe placených prodejců v Americe." Nashromáždil takové majetek, že v roce 1939, ve věku 51 let byl natolik zajištěn, že si mohl dovolit odejít z obchodní činnosti do „penze" a koupit si dům v hodnotě přes 70.000 USD, na předměstí Filadelfie v Main Line (anglicky Philadelphia Main Line).
Frank Bettger se během své práce v pojišťovně setkal s mnoha úspěšnými podnikateli a prodejci, a také se řídil radami z knihy The Autobiography of Benjamin Franklin. Postupně mu došlo, že Sokratova metoda pokládání „klíčových“ otázek v průběhu rozhovoru, jak v knize popisoval Benjamin Franklin, by mohla fungovat ve spojení s prodejními metodami. Po úspěchu tuto techniku zdokonaloval a používal ve své práci. Během 25 let své kariéry uskutečnil přes 40 000 obchodních návštěv.

### Spisovatel a lektor
V závěru své pojišťovací kariéry byl společností Fidelity Mutual Life Insurance Co. oceněn jako „Top Salesman for 20 years". Dale Carnegie, v té době již jeho osobní přítel, mu nabídl spoluúčast na svých seminářích, kde hovořil na téma překonávání nezdarů. Rovněž jej vybídl k tomu, aby své zkušenosti publikoval a napsal knihu. Zdůraznil, že mnoho autorů knih o prodeji vlastně neví o čem píšou a on, jako člověk praxe to ví. Frank Bettger, jak sám řekl, napsal knihu, kterou by sám chtěl číst, když s prodejem začínal. V roce 1947 vydal svou první knihu How I Raised Myself from Failure to Success in Selling, která se stala jeho nejprodávanější knihou. Na této knize začal pracovat počátkem 40. let 20. století. Kniha byla zpočátku k dispozici pouze prostřednictvím zásilkové objednávky prostřednictvím inzerátů v časopisech a novinách. Nakladatelství Prentice Hal začalo knihu distribuovat do knihkupectví až v okamžiku, kdy tržby dosáhly výše 100.000 USD. V 50. a 60. letech se tato kniha stala jakousi „biblí" pro obchodníky. Norman Vincent Peale řekl, že ji četl každý rok, od začátku do konce. a kniha byla přeložena do více než sedmnácti jazyků, včetně britské angličtiny, češtiny, dánštiny, finštiny, francouzštiny, nizozemštiny, italštiny, japonštiny, němčiny, norštiny, polštiny, portugalštiny, rumunštiny, ruštiny, srbštiny, španělštiny a švédštiny.
Frank Bettger spolu s Dalem Carnegie vytvořili sérii přednášek pro organizaci Jaycees.
V roce 1960 napsal druhou knihu How I Learned the Secrets of Success in Selling, Kniha byla zaměřena na jeho život a to, co se naučil během své krátké baseballové kariéry a odrážela, jak mu tyto zkušenosti, které získal v raném věku, pomohly zformulovat jeho úspěch.

## Manželství

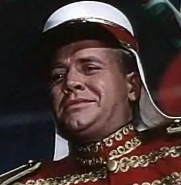
Lyle Bettger ve filmu The Greatest Show on Earth (1952)

V roce 1913 se oženil s učitelkou Mertie Stathemovou († září 1981), se kterou měl syna Lyla Stathema Bettgera, který se narodil v roce 1915 ve Filadelfii. Po roce 1939 se manželský pár rozvedl. Koncem druhé světové války se Frank Bettger oženil podruhé. Jeho ženou se stala o 22 let mladší Clara Warren Hazel, spolu měli dceru Lee, která se narodila v roce 1946.

## Pozdní život
Dne 5. ledna 1952 byl Frank Bettger přepaden ozbrojeným mužem ve svém voze. O tomto incidentu se psalo v národním tisku. Díky tomu jej vyhledali pánové S.C. Thompson a Hy Turkin, kteří připravovali publikaci The Official Encyclopedia of Baseball.
Frank Bettger měl uzavřenou pojistnou smlouvu, která by v případě jeho smrti byla vyplacena jeho manželce. Dožil se vysokého věku 93 let, podobně jako jeho manželka. Z tohoto důvodu oba přežili svá aktiva. Členové NSA (anglicky National Speakers Association) pomohli tomuto manželskému páru s uspokojením jejich základních finančních potřeb. Po smrti manžela, paní Clara Warren Hazel splatila poskytnutou pomoc z výnosu pojistky. Peníze byly vloženy do fondu, který byl určen pro pomoc jiným lidem, kteří se octli v nouzi. Poslání fondu PSBF (anglicky Professional Speakers Benefit Fund) bylo pomáhat ostatním členům, kteří byli nemocní, nebo čelili závažným onemocněním nebo ztrátám, nebo byli v situaci, kdy mohli přežít hodnotu svého majetku.
Frank Bettger byl pohřben na hřbitově West Laurel Hill, Bala Cynwyd, Pensylvánie (GPS 40.013839, -75.227888).

## Dílo

### Knihy
- How I Raised Myself from Failure to Success in Selling (1947), 192 s, Touchstone (1992), ISBN 0-671-79437-X[12]
- How I Learned the Secrets of Success in Selling (1960), 216 s, Snow Ball Publishing (2011), ISBN 1-60796-394-9[14]
- How I Multiplied My Income and Happiness in Selling (1966), 315 s, Prentice Hal (1982), ISBN 0-13-423962-8[19]
- How One Idea Multiplied My Income and Happiness[pozn. 4] (????), 22 s, Snow Ball Publishing (2012), ISBN 1-60796-442-2[20]

- Benjamin Franklin's Secret of Success and What It Did for Me (????), 222 s, Snow Ball Publishing (2014), ISBN 1-60796-722-7[21]

### Gramofonová nahrávka
- How I Raised Myself from Failure to Success in Selling (1962), Vinyl LP, Success Motivation Institute, Inc, SMI 1329/2[pozn. 5][22]

### Knihy vydané v češtině
- Škola úspěchu, Slovart (ČR), (1995), 264 s, překlad Ludmila Vojtková, vazba knihy pevná / vázaná, ISBN 80-968350-0-9[23]

### Připisované citáty
V knize How I Raised Myself from Failure to Success in Selling, česky Škola úspěchu, Frank Bettger vyslovil několik myšlenek, rad, pouček, které byly formovány do citátů. V původním znění (anglicky) byly zveřejněny na webu společnosti Goodreads, Inc.

## V pop kultuře
V seriálu Šílenci z Manhattanu, v 6. řadě, v díle „Příběh dvou měst" (A Tale of Two Cities), nadšený účetní Bob Benson čte první Bettgerovu knihu a později uskutečnil rozhodnutí, která mu přinesla větší zodpovědnost.